# Ozodicera (Ozodicera) duidensis
Ozodicera (Ozodicera) duidensis is een tweevleugelige uit de familie langpootmuggen (Tipulidae). De soort komt voor in het Neotropisch gebied.